# 히토미 (성우)
히토미(ひと美, 1967년 2월 15일 ~ )는 일본의 성우이다. 남편은 같은 성우인 이치죠 카즈야이다.

## 출연작

### TV 애니메이션
2002년
- 미르모데퐁(히다카 아즈미)

2004년
- 달은 동쪽으로 해는 서쪽으로~Operation Sanctuary~(타치바나 치히로, 시부가키 에리)

2005년
- 매지컬 카난(여왕 츠유하)
- 해피니스!(미나기 스즈리)
- SHUFFLE!(프리무라)

2007년
- 이 푸른 하늘에 약속을(후지무라 시즈)
- SHUFFLE! Memories(프리무라)

2008년
- 네가 주인이고 집사가 나(우에스기 미하토)

### OVA
2003년
- 트라이 앵글 하트 3 ~Sweet Songs Forever~(타카마치 나노하) : 호쿠토 미나미（北都南) 명의

2006년
- _summer(아마노 치와)

### 인터넷
2006년
- 아유마유 극장(타마세 미키)

### 게임
- Melty Blood (토노 아키하)

1997년
- AnEarth Fantasy Stories (유키)
- 문 라이트 신드롬 (후유하 루미)

2000년
- 캐슬 판타지아 성마대전 리뉴얼 (루날 세론)

2001년
- 창백해진 달빛 (앨리스)

2002년
- 트라이 앵글 하트 3 ~Sweet Songs Forever~ (타카마치 나노하) : 호쿠토 미나미（北都南) 명의
- 전차로GO! 프로페셔널2 (텟짱)

2003년
- 테네렛차 (로로)
- 제멋대로☆요정 미르모데퐁! 미르모의 마법 학교 이야기 (히다카 아스미)
- ELYSION ~영원의 생츄어리~ PS2판 (플로리)
- 제멋대로☆요정 미르모데퐁! 대전 마법 다마 (히다카 아스미)

2004년
- Orange Pocket -류트·콜넷- (아야세 나즈나)
- 셔머너 셔머너 ~달과 마음과 태양의 마법~ (패트리시아 휴, 프레이 아마리에트)
- 달은 동쪽으로 해는 서쪽으로 ~Operation Sanctuary~ DC·PS2판 (타치바나 치히로, 시부가키 에리)
- 낙서 왕국2 마왕성의 싸움 (팔레트)
- 수월 ~미심~ (야마토 스즈란)
- 무녀 세완번성기 (오오사토 나루미) : 호쿠토 미나미（北都南) 명의
- 무녀 세완번성기 엑스트라 (오오사토 나루미) : 호쿠토 미나미（北都南) 명의
- 어디로 가는가, 그날 (아오이 치카코) : 호쿠토 미나미（北都南) 명의
- SHUFFLE! (프리무라) : 호쿠토 미나미（北都南) 명의

2005년
- 엘레멘탈 제레이드 -감싸라, 취풍의 검- (코코웨트(치코리아 콜 웨트비), 사회자)
- 제멋대로☆요정 미르모데퐁! 두근두근 메모리얼 패닉 (히다카 아스미)
- SHUFFLE! On the Stage (프리무라)

2006년
- 설영 -setsuei- (스즈마 유카리코)
- 츠요키스 ~Mighty Heart~ (키리야 에리카, 히이라기 카나메)
- BLOOD+ ONE NIGHT KISS (나미카와 미치루)
- 기계장치의 이브 ~Dea Ex Machina~ (히라노 토우코)
- 마브러브 올터네이티브 전연령판 (타마세 미키)
- 마브러브 전연령판 (타마세 미키)
- 아득히 우러러본 아름다운 (카자마츠리 미야비) : 호쿠토 미나미（北都南) 명의
- 이 푸른 하늘에 약속을 (후지무라 시즈) : 호쿠토 미나미（北都南) 명의
- Gift -Prism- (노노무라 미나기, 하타나카 부장)
- Really? Really! (프리무라) : 호쿠토 미나미（北都南) 명의

2007년
- 해피니스! 디럭스 PS2판 (미나기 스즈리)
- 이 푸른 하늘에 약속을 ~melody of the sun and sea~ (후지무라 시즈)
- 프리무라의 작은 대모험!? (프리무라)
- 이터널 판타지 (프릴, 프리마벨)
- MagusTale 세계수와 사랑하는 마법사 (미레느 서비스) : 호쿠토 미나미（北都南) 명의

2008년
- 마계천사 지브릴 -episode3- (진노 히카리(성천사 지브릴 아리에스)/블랙 아리에스) : 호쿠토 미나미（北都南) 명의
- 네가 주인이고 집사가 나~시중들기 일기~ (우에스기 미하토)
- 전투 처녀 발키리2「주여, 추잡한 저를 용서해 주세요……」 (프레이아)
- 시클렛 게임 -KILLER QUEEN- (시키죠 유우키)
- 수월 ~Portable~ (야마토 스즈란)
- 리아리아DS (프리무라)
- MagusTale Infinity (미레느 서비스) : 호쿠토 미나미（北都南) 명의

2009년
- 진지하게 날 사랑해! (사카키바라 코유키) : 호쿠토 미나미（北都南) 명의
- D.C.ⅡFall in Love ～다카포Ⅱ 폴 인 러브～ (요시노 사쿠라) : 호쿠토 미나미（北都南) 명의
- SHUFFLE! Essence+ (프리무라) : 호쿠토 미나미（北都南) 명의

## 가족
- 이치조 가즈야(남편)